# Namu myōhō renge kyō
Namu myōhō renge kyō (南無妙法蓮華経, lu et écrit aussi Nam Myoho Rengué Kyo (au Québec), Nam-myoho-renge-kyo (international), ou encore nam ou namo  myohorengekyo) est une phrase du bouddhisme de Nichiren, fondée au Japon au XIIIe siècle par Nichiren.
La phrase est en fait le titre du Sûtra du Lotus, et elle se fonde sur la traduction qu'en a donnée le grand traducteur Kumarajiva. Elle signifie Hommage au Sūtra du Lotus de la Loi sublime [de la vie].
Cette phrase est répétée comme un mantra par les pratiquants. La récitation de Nam-myoho-renge-kyo, également appelée Daimoku («titre» en japonais), est la pratique principale du bouddhisme de Nichiren dans ses grandes subdivisions, la Nichiren shû, la Nichiren Shôshû et la Soka Gakkai. Elle permet de révéler l’état de bouddha inhérent à la vie, qui se manifeste par l'émergence naturelle de joie, de vitalité, de courage, de sagesse et de compassion.